# Laurent Bado
Laurent Kilachu Bado (Zula, Alto Volta, 28 de agosto de 1945-), intelectual y líder político africano, padre del "gregarismo" africano. Excandidato presidencial a las elecciones de 2005.

## Carrera profesional
Estudió Derecho Constitucional y Ciencia Política en la Universidad de Uagadugú. Ocupó varios cargos de alto nivel en Burkina Faso, entre ellos fue Comisionado para la Reforma de la Administración Pública y Jefe del Departamento de Derecho Público.

## Carrera política
En el año 2000 fundó el Partido por el Renacimiento Nacional (PAREN), y en el año 2005 forma una coalición opositora junto a Pargui Emile Paré y su Movimiento Popular por el Socialismo/Partido Federal (MPS-PF), la que se denominó "Oposición Unida Burkina" (OBU), con la intención de presentar un solo candidato presidencial a las elecciones de 2005. Sin embargo, su colectividad rompió dicho acuerdo y ambos se presentaron como candidatos a dichos comicios.
Bado fue un crítico de lo que llamó "mimetismo" en África. Promovió el gregarismo como un modelo de sociedad en África en general y de Burkina Faso principalmente. Proclamaba que este modelo ofrece "una alternativa a los sistemas capitalista y socialista que han mostrado sus límites".
En su testamente político al PAREN, define que el establecimiento del gregarismo de economía popular, permitiría una sociedad que realza la libertad y la solidaridad de las personas.
En las elecciones presidenciales de 2005, ocupó el tercer lugar, obteniendo 53.743 votos, correspondientes al 2,60%, en una elección donde la primera mayoría sin duda la obtuvo Blaise Compaoré (80,35%).
Luego de estos comicios se retiró de la política a vivir en su tierra natal.

## Historia electoral
- Elección presidencial de Burkina Faso (2005), para el período 2006-2011[4]

| Candidato                   | Partido | Votos     | %      | Resultado  |
| --------------------------- | ------- | --------- | ------ | ---------- |
| Blaise Compaoré             | CDP     | 1 660 148 | 80,35% | Presidente |
| Bénéwendé Stanislas Sankara | UNIR-MS | 100 816   | 4,88%  |            |
| Laurent Bado                | PAREN   | 53 743    | 2,60%  |            |
| Philippe Ouedraogo          | PDS     | 47 146    | 2,28%  |            |
| Ram Ouedraogo               | RDEB    | 42 061    | 2,04%  |            |
| Ali Lankoandé               | PDP-PS  | 35 949    | 1,74%  |            |
| Norbert Michel Tiendrébéogo | FFS     | 33 353    | 1,61%  |            |
| Soumane Touré               | PAI     | 23 266    | 1,13%  |            |
| Gilbert Bouda               | PBR     | 21 658    | 1,05%  |            |
| Pargui Emile Paré           | MPS-PF  | 17 998    | 0,87%  |            |
| Hermann Yaméogo             | UNDD    | 15 685    | 0,76%  |            |
| Tjube Clément Dakio         | UDD     | 7 741     | 0,37%  |            |
| Nayabtigungu Congo Kaboré   | MTP     | 6 706     | 0,32%  |            |